# آیا هیرانو
آیا هیرانو (به انگلیسی: Aya Hirano) (زادهٔ ۸ اکتبر ۱۹۸۷) بازیگر و خواننده ژاپنی است. او فعالیت خود به عنوان یک بازیگر کودک را در یک تبلیغ تلویزیونی شروع کرد و بعدها در اولین نقش صداپیشگی خود در مجموعه تلویزیونی انیمه Angel Tales در سال ۲۰۰۱ ظاهر شد. در سال ۲۰۰۶، او برای بازی در نقش هاروهی سوزومیا در مجموعه تلویزیونی هاروهی سوزومیا، برنده جایزه صداپیشگی در جایزه انیمه توکیو در سال ۲۰۰۷، جایزه بهترین بازیگر تازه‌وارد در 1st Seiyu Awards در سال ۲۰۰۷ و جایزه بهترین بازیگر نقش اول زن در 2nd Seiyu Awards در سال ۲۰۰۸ شناخته شد. همچنین او صداپیشگی شخصیت‌های میسا آمانه در دفتر مرگ، کوناتا ایزومی در Lucky Star و لوسی هارتفیلیا در فری تیل را ارائه کرد.
در سال ۲۰۱۰، هیرانو با بازی در Konna no Idol Janain!? و Muse no Kagami حرفه بازیگری خود را در تلویزیون ادامه داد.
در اواخر دهه ۲۰۰۰ و اوایل دهه ۲۰۱۰، هیرانو به عنوان یک صداپیشه آیدول شناخته می‌شد. او در کنار صداگذاری، در حال حاضر حرفه موسیقی خود را از طریق گروه موسیقی یونیورسال منتشر می‌کند. او اولین تک آهنگ خود به نام Breakthrough را در سال ۲۰۰۶و اولین آلبوم خود را Riot Girl در سال ۲۰۰۸ منتشر کرد.